# Nacionalni euharistijski kongres
Nacionalni euharistijski kongres Crkve u Hrvata (skr. NEK) bilo je katoličko vjerničko okupljanje u Svetištu Majke Božje Bistričke u Mariji Bistrici radi proslave Trinaest stoljeća kršćanstva u Hrvata. Događaj je svojom masovnošću i značajem nadišao prvotne okvire, stekavši povijesnu važnost u slomu komunizma u Hrvatskoj.
Kongres je zapravo kruna niza događaja od 1975., u trajanju od devet godina, nazvana „Trinaest stoljeća kršćanstva u Hrvata”, koji je svoj vrhunac doživio posljednjega dana NEK-a, kada se na završnoj svetoj misi u Mariji Bistrici 9. rujna 1984. okupilo 400 000 ljudi, čineći to najvećim skupom u povijesti SFRJ. Kongres je svojom važnošću i međunarodnim ugledom koji je stekao u svjetskoj javnosti označio prekretnicu slamanja komunizma u Hrvatskoj tj. predstavlja početak kraja SFRJ.
Glavni nositelji organizacije NEK-a bili su mons. Josip Pavlišić, riječko-senjski nadbiskup i metropolit te predsjednik Središnjega odbora NEK-a, tajnik istoga Odbora dr. Antun Škvorčević i Ivan Zvonimir Čičak, koji je svojim novčanim prilozima pomogao izgradnju pozornice u Mariji Bistrici i organizirao osiguranje samoga događaja. Komunističke vlasti činile su sve u otežavanju organizacije Kongresa pa tako Kaptol nije mogao uspostaviti vezu s Marijom Bistricom, tajna policija UDBA onemogućila je ostvarivanje radioveze putem Sljemena te su Udbini agenti osobno pratili visoke crkvene dužnosnike i organizatore događaja.
Danima prije središnjega događaja s prostora cijele Hrvatske, ali i ostalih jugoslavenskih republika, i iz inozemstva počele su u Mariju Bistricu dolaziti velike skupine vjernika i hodočasnika. Neki su tjednima prije krenuli pješice, a iz Zagreba su mladi pješice krenuli nakon bdjenja u zagrebačkoj katedrali, 8./9 rujna. Pješaci su zakrčili putove jer vlasti nisu dale da se u Bistricu putuje organiziranim prijevozom, tako što zagrebačkim poduzećima nisu dopuštali prijevoz vjernika te su zaustavljali sve autobuse na putu prema Mariji Bistrici i vraćali ih nazad.
Papin visoki izaslanik, austrijski kardinal Franz König prenio je papinu poruku vjernicima:
»Trinaest stoljeća kršćanstva u hrvatskome narodu. Velika je to milost i razlog trajne zahvalnosti Božanskoj Providnosti, koja je hrvatski narod -prvi od slavenskih naroda -izvela iz tmina poganstva i privela k svjetlu prave vjere. (...)Ovo jubilarno slavlje završavate Nacionalnim euharistijskim kongresom. (...) Izabrali ste najbolji način da okrunite proslavu ove obljetnice svraćajući tako pozornost cijele zajednice vjernika na bitnu stvarnost naše vjere: Presvetu Euharistiju! (...)Neka za sve vas ovaj Euharistijski kongres bude kako dolazište tako i u isto vrijeme polazište. (...) Ojačani u duhu nastavite na ovoj vašoj blagoslovljenoj zemlji djelo spasenja koje nam je povjerio Krist Gospodin«
Komunističke vlasti na brzinu su organizirale prijam za visoke uzvanike Katoličke Crkve te predstavnike ostalih vjerskih zajednica, muslimana i SPC-a, u palači Dverce na zagrebačkomu Gornjem gradu. Na primanju nije bilo visokih komunističkih dužnosnika na republičkoj i državnoj razini. Uzvanike su dočekali predsjednik Komisije za odnose s vjerskim zajednicama SIV-a Anto Sučić i predsjednik takve komisije Izvršnoga vijeća Sabora SRH-a Ivan Lalić.
Na bistričkoj poljani okupilo se gotovo pola milijuna vjernika. Koncelebriranoj misi nazočila su trojica kardinala, a Poljake je predstavljao kardinal Franciszek Macharski. Na misi je bilo i 35 nadbiskupa i biskupa, nekoliko stotina svećenika, više od tisuću časnih sestara. Na završnim svečanostima NEK-a bilo je i visoko predstavništvo Srpske pravoslavne crkve s izaslanikom patrijarha Germana, mitropolitom zagrebačko-ljubljanskim Jovanom Pavlovićem. Uime Islamske zajednice NEK je pozdravio imam Ševko Omerbašić, izaslanik vrhovnoga starješine Islamske zajednice u SFRJ reis-ul-uleme Naima ef. Hadžiabdića.
Središnji odbor NEK-a uspostavio je i novinarski centar u kojemu se akreditiralo više od 200 domaćih i stranih novinara. Tiskan je bilten NEK-a na hrvatskomu, engleskom, njemačkom i talijanskom jeziku. Prvi put u povijesti Crkve u Hrvata održana je konferencija za novinare. Pomoćni zagrebački biskup Đuro Kokša morao je često odgovarati na provokativna pitanja. Glavni provokatori bili su Nenad Ivanković, koji je postavljao pitanja o financiranju NEK-a, te srpski novinar Aleksandar Tijanić, poslije glavni Miloševićev propagator. Unatoč podmetanjima, opstrukciji i provokacijama, NEK je uspio. Tomu je najzaslužniji don Živko Kustić, dugogodišnji urednik Glasa Koncila, koji je najviše učinio za popularizaciju ideje okupljanja u Mariji Bistrici, osvijestivši cijelu hrvatsku katoličku javnost.
Unatoč pokušajima sprječavanja Kongresa, prošao je i bez najmanjeg incidenta, a s obzirom na to da ministarstva i državni organi nisu pripomogli u njegovoj organizaciji, Crkva je organizirala i sanitet od 100 liječnika i 100 časnih sestara. Vjernici su primani i ugošćeni u crkvama i domovima u Mariji Bistrici i njezinoj okolici.
Prema izjavi tada mladoga agenta Udbe Željka Kekića Pauka, vlasti su planirale uhititi kardinala Franju Kuharića. Odustali su kad ga je papa Ivan Pavao II. 1983. imenovao kardinalom. Nije im bio potreban skandal svjetskih razmjera i novi pritisak međunarodne zajednice. Time je NEK postao prekretnica u slamanju komunizma u Hrvatskoj.